# Neobythites vityazi
Neobythites vityazi är en fiskart som beskrevs av Nielsen, 1995. Neobythites vityazi ingår i släktet Neobythites och familjen Ophidiidae. Inga underarter finns listade i Catalogue of Life.